# Ostseewerft
Die Ostseewerft oder Ostsee-Werft war eine Werft in der Herrenwieser Str. 6 in Stettin-Frauendorf.

## Geschichte
Die Werft wurde 1917 als Ostsee-Werft Schiffbau und Maschinenfabrik Aktien-Gesellschaft gegründet. Vorsitzender des Aufsichtsrats war Hartmann Freiherr von Richthofen. Das Startkapital von 6 Millionen Mark war gleichmäßig auf 6000 Aktien aufgeteilt. 1924 wurden diese Aktien jeweils auf 400 Goldmark umgestellt.
Auf der Werft wurden Passagier- und Frachtschiffe, Schiffs- und Landmaschinen sowie Dampfkessel hergestellt und repariert. Sie verfügte über drei Schwimmdocks sowie einen Schwimmkran mit einer Tragkraft von 80 t. Hauptabnehmer und -aktionär war der Reeder Emil R. Retzlaff, der eine Schifffahrtsgesellschaft betrieb. Retzlaff kaufte 1929 Nüscke & Co. auf und vereinigte sie mit der Osteewerft, um daraus die Merkur-Werft zu machen. Als Retzlaffs Schifffahrtsgesellschaft 1931 bankrottging, bedeutete dies auch das Ende für die Ostseewerft. Sie wurde 1932 zwangsversteigert.

## Bauliste (unvollständig)
| Baunummer | Name                       | Baujahr | Bild                                                                 | Einzelnachweise |
| --------- | -------------------------- | ------- | -------------------------------------------------------------------- | --- |
| 001       | Finnland (IMO-Nr. 5212543) | 1921    | Oskar Friedrich ex Finnland                                          | www.vesseltracking.net, wrecksite.eu                                                                                  |
| 002       | Sieglinde                  | 1923    |                                                                      | www.pust-norden.de |
| 004       | Mira                       | 1923    | Maja ex Mira                                                         | mfs.dk |
| 005       | Garm                       | 1924    |                                                                      | Erich Gröner u. a., Die deutschen Kriegsschiffe 1815-1945. Bd. 6, Bernard & Graefe ²1989, ISBN 978-3763748051, S. 127 |
| 008       | Bragi                      | 1925    | Micalvi ex Bragi                                                     | www.neue-braunschweiger.de                                                                                            |
| 009       | Idun                       | 1925    |                                                                      | www.histarmar.com.ar                                                                                                  |
| 010       | Nymphe                     | 1925    | Die ehemalige Nymphe als Restaurantschiff Rio Tejo Secundo in Seixal | forum-schiff.de |
| 011       | Najade                     | 1925    | Richard Strauss ex Najade                                            | www.ziegenort.de |
| 013       | Siegmund                   | 1926    | I.P. Suhr ex Siegmund                                                | www.historisches-marinearchiv.de                                                                                      |
| 014       | Sieglinde                  | 1927    |                                                                      | www.pust-norden.de |